# 御苑
御苑是现在或过去为君主所有的皇家园林或公园。御苑一般不同于御花园：御苑一般是独立概念上的园林，而御花园则一般是皇宫的附属花园，但实际命名上经常由习惯决定。被称为御苑的园林或公园包括：

## 東亞

### 中国
- 景山公园，位于北京的公园。
- 北海公园，位于北京的公园。
- 中南海（西苑），位于北京的政府办公区。
- 三山五园，位于北京的园林群。

### 日本
- 新宿御苑，位于东京的园林，58.3公頃。
- 皇居外苑，位于东京的公园，115公頃（包含北之丸公園19公頃與皇居外圍地區））。
- 皇居東御苑，位於東京的園林，21公頃。
- 京都御苑，位于京都的公园，65公頃。

### 韓國
- 景福宮後苑（青瓦臺）
- 昌德宮後苑

### 琉球
- 識名園，4.2公頃。

## 歐洲

### 英国
- 伦敦御苑，位于伦敦的对公众开放的八座皇家園林，即：
  - 灌木公园（英語：Bushy Park）, 445公頃（1,100英畝）
  - 綠園, 19公頃（47英畝）
  - 格林尼治宫苑（英語：Greenwich Park）, 74公頃（180英畝）
  - 海德公园（英語：Hyde Park）, 142公頃（350英畝）
  - 肯辛顿花园（英語：Kensington Gardens）, 111公頃（270英畝）
  - 摄政公园（英語：Regent's Park）, 166公頃（410英畝）
  - 里士满公园（英語：Richmond Park）, 955公頃（2,360英畝）
  - 圣詹姆士公园（英語：St. James's Park）, 23公頃（57英畝）
- 其中，肯辛顿花园、海德公园、綠園、圣詹姆斯公园四座御苑連成一片，形成了伦敦市區最大的綠帶。
- 温莎大公园

## 東南亞

### 越南
- 幾暇園，順化皇城苑囿

### 泰国
- 九世皇御苑，位于曼谷的植物园。
- 律實動物園（五世皇御苑），位于曼谷的动物园。